# Wolfgang Boss

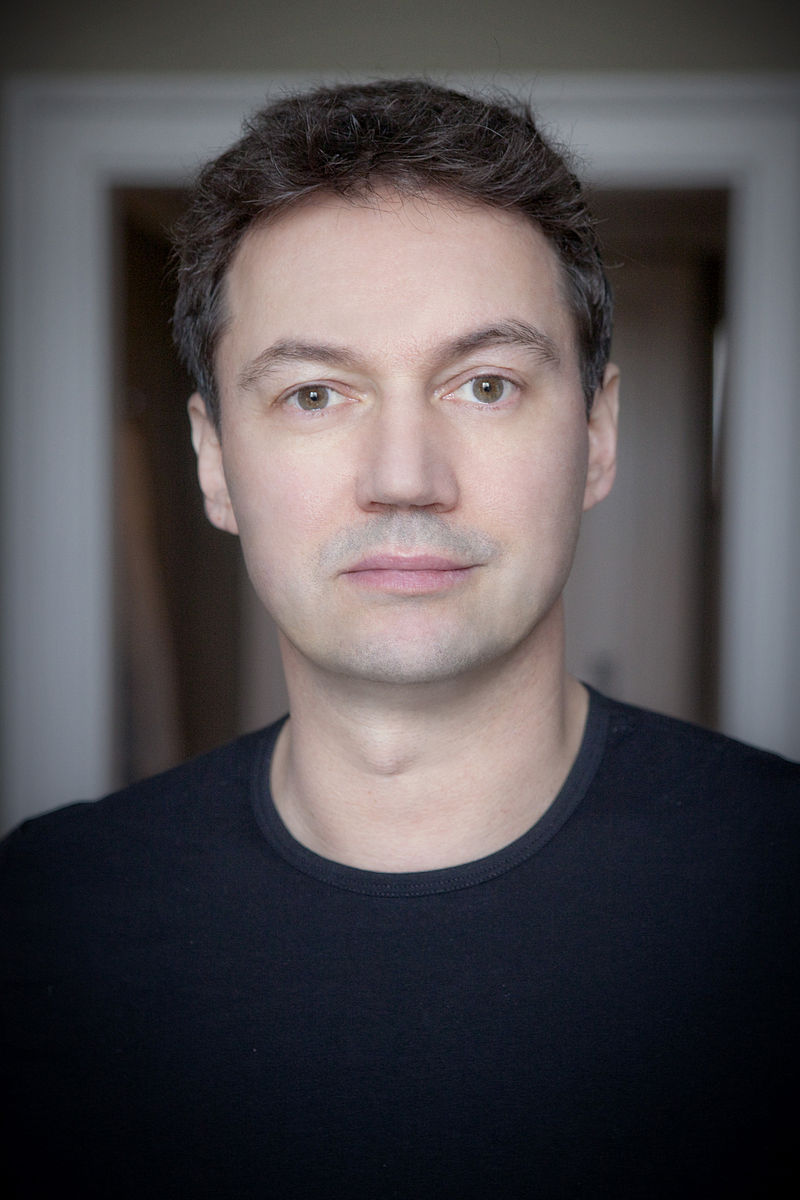
Wolfgang Boss (2012)

Wolfgang Boss ist ein deutscher Musikmanager, Produzent und Executive Vice President A&R bei Sony Music Entertainment sowie Gründer des Labels B1 Recordings. Mit mehr als 100 Gold- und Platinauszeichnungen ist er einer der erfolgreichsten A&R-Manager der letzten beiden Jahrzehnte.

## Leben und Karriere
Boss ist Inhaber des Labels „B1 Recordings“, ein Joint Venture mit Sony Music Deutschland. Während seiner Studienzeit arbeitete er als DJ, später als Clubmanager und gründete seinen eigenen House-Club Mach 1.
In dieser Zeit kam er in regelmäßigen Kontakt mit internationalen DJs und Künstlern. Im Jahr 2003 wurde seine Berliner Firma Mach 1 Records GmbH Partner des neu gegründeten House-Labels Ministry of Sound Germany. 2004 hatte Boss mit Dragostea din tei von Haiducii und Obsessión von Aventura zwei Nummer-eins-Hits in Deutschland.
2005 produzierte Boss gemeinsam mit Reinhardt „Voodoo“ Reith die Musik zum Projekt Crazy Frog. Die Single wurde zum Nummer-eins-Hit in über 30 Ländern. Der zugehörige Klingelton wurde zum meistverkauften Klingelton weltweit. Crazy Frog wurde abgelöst von Popcorn, der zweiten Crazy-Frog-Single. 2006 produzierte er mit Konrad von Löhneysen von „Ministry of Sound Germany“ für die FIFA das Album für Goleo VI, das Maskottchen der Fußballweltmeisterschaft in Deutschland.
Im Jahr 2007 ging Boss mit Universal Music ein Joint Venture ein und gründete B1 Recordings mit Universal Music Germany.
Durch die Veröffentlichung von Hits von Künstlern wie Stromae (Alors on danse), Edward Maya (Stereo Love), Pitbull (I know You Want Me), Lucenzo & Don Omar (Danza Kuduro) und Klingande (Jubel) erreichte B1 Recordings wiederholt die Spitze der Charts.
B1 Recordings veröffentlichte Ende 2011 die Single Ai Se Eu Te Pego! des brasilianischen Künstlers Michel Teló. Die Single wurde zu einem weltweiten Hit, erreichte Platz 1 in Deutschland, Österreich und der Schweiz und war zu diesem Zeitpunkt der meist heruntergeladene Song in Deutschland. Zwei weitere B1 Veröffentlichungen erreichten die Top 10 der Most Downloaded Songs in Deutschland: Gotyes Somebody That I Used to Know und Israel Kamakawiwo`oles (IZ) Over the Rainbow.
Im Jahr 2014 verlieẞ Boss Universal Music und ging eine langfristige Partnerschaft mit Sony Music Entertainment ein. Sein Label B1 Recordings und Sony arbeiten seitdem exklusiv im Joint Venture zusammen. Außerdem hat Boss die weltweite Position des Executive Vice President A&R inne.
Im Jahr 2019 expandierte B1 Recordings mit Frankreich und Großbritannien in weitere europäische Key-Märkte, mit lokalen Signings und B1-Labels innerhalb der Sony Music-Struktur.
Bei Sony war Wolfgang Boss maßgeblich daran beteiligt, Künstler wie Kygo, Martin Garrix und Paul Kalkbrenner unter Vertrag zu nehmen und ist Teil deren A&R-Teams, woraus Welthits wie Garrix’ Scared to Be Lonely und Kygos Remind Me To Forget entstanden.
2018 veröffentlichte B1 Recordings den Track In My Mind des litauischen Produzenten Dynoro, der in 13 Ländern auf Platz 1 kam und damit acht Wochen lang die weltweite Nummer 1 bei Shazam war. In Deutschland hielt sich der Track drei Monate auf Platz 1 der Charts und war der erfolgreichste Song des Jahres 2018. Der Track steht derzeit bei mehr als 1,5 Milliarden Streams.
2019 feierte Boss einen weiteren Erfolg mit der Hit-Single Roses (Imanbek Remix) des US-Rappers Saint Jhn, die mit einem Grammy für die beste Remix-Aufnahme ausgezeichnet wurde. Die Remix-Produktion des in Kasachstan ansässigen Produzenten Imanbek erreichte Platz 1 in zahlreichen Ländern, darunter Großbritannien, Irland, Australien, Niederlande, Neuseeland, Belgien, Ungarn, Tschechien und die Slowakei. Der Track hielt 13 Wochen in Folge die globale Shazam #1 und erreichte die Top 5 der US Billboard Hot 100. Innerhalb eines Jahres nach seiner Veröffentlichung erreichte Roses (Imanbek Remix) 1 Milliarde Streams auf Spotify. und 2 Milliarden Streams auf allen Plattformen. Im November 2024 stand der Song 2 Milliarden Streams auf Spotify und war damit einer von nur acht Dance-Songs weltweit, die diesen Meilenstein bis dato erreichten.
Im Jahr 2020 veröffentlichte Boss ein Remix-Cover Goosebumps des spanischen Produzenten HVME, das weltweit Spitzenpositionen erreichte. Der Track wurde Anfang 2021 als Joint Venture zwischen B1 und Epic Records mit Travis Scott als Hauptkünstler neuveröffentlicht. Beide Versionen zusammen haben mehr als eine Milliarde Streams auf Spotify erreicht.
2022 begann Boss eine exklusive Zusammenarbeit mit dem brasilianischen DJ Alok und trug maßgeblich dazu bei, dass Alok mehrere globale Dance-Hits in seinem Roster führt. Dazu gehören Deep Down mit Ella Eyre, Kenny Dope und Never Dull, das bis November 2024 420 Millionen Spotify-Streams erreichte, Car Keys mit Ava Max (140 Millionen Spotify-Streams), All By Myself mit Ellie Goulding und Sigala (170 Millionen Spotify-Streams), Jungle mit The Chainsmokers und Mae Stephens und Let's Get FKD UP mit Ceres, Mondello und Tribbs (200 Millionen Spotify-Streams).
Unter Wolfgang Boss’ Mitwirkung wurden bis dato mehrere Hit-Singles veröffentlicht, die allein auf Spotify mehr als 1 Milliarde Streams erreicht haben, darunter: Saint Jhn - Roses (Imanbek Remix); Dynoro - In My Mind; Travis Scott X HVME - Goosebumps; Regard - Ride It; Kygo & Selena Gomez - It Ain't Me; Martin Garrix - Scared to be Lonely; Martin Garrix - In The Name Of Love; J Balvin & Willy William - Mi Gente; Gotye - Somebody that I Used To Know; Don Omar & Lucenzo - Danza Kuduro; Kygo - Firestone.

## Auszeichnungen
Bei der deutschen Musikpreisverleihung ECHO 2011 am 25. März 2011 erhielten Boss und Jon de Mello den ‚Hit des Jahres - ECHO‘ für Over the Rainbow von Israel Kamakawiwo'ole.
Der hawaiianische Sänger, oft einfach als IZ bekannt, nahm den Song drei Jahre vor seinem Tod 1997 auf. Boss erwarb die Rechte, um die Single 2010 in Europa zu veröffentlichen. Over the Rainbow stand Ende 2010 und Anfang 2011 vier Monate lang an der Spitze der deutschen Charts und verkaufte sich über 800.000 Mal, was den Song zur meistverkauften Single des Jahres 2010 und zum meistgeladenen Song aller Zeiten in Deutschland machte. Auch außerhalb Deutschlands verkauften sich der Song und das dazugehörige Album Facing Future sehr erfolgreich. In Frankreich erreichte die Single Platz eins und das Album erhielt Platin-Status.
2018 gewann Wolfgang Boss erneut den ECHO für ‚Hit des Jahres‘ mit der Single In My Mind von Dynoro & Gigi D’Agostino. Der Track tauchte zunächst 2017 als Bootleg auf, wurde jedoch kurze Zeit später von den Sample-Rechteinhabern heruntergenommen. Nach langer Verhandlung mit den Rechteinhabern veröffentlichte Boss den Track offiziell im Juni 2018. In My Mind stieg in 13 Ländern auf Platz 1, wurde in Deutschland zur meistverkauften Single des Jahres und hält auf Spotify über 1,5 Milliarden Streams (Stand 2023).

## Kygo
Im Jahr 2013 nahmen Wolfgang Boss, Patrick Moxey und Adam Granite den norwegischen Produzenten Kygo bei Sony Music unter Vertrag, nachdem sie seine Musik auf SoundCloud entdeckt hatten. Zu dieser Zeit waren viele von Kygos Uploads auf SoundCloud unautorisierte Bootleg-Remixe bekannter Songs von Künstlern wie Ed Sheeran und Coldplay. Wolfgang, Patrick und das A&R-Team von Sony Music erkannten sein Potenzial und arbeiteten mit Kygo zusammen, um ihm dabei zu helfen, an eigenen, unveröffentlichten Tracks zu arbeiten. Diese Partnerschaft führte zur Veröffentlichung von Firestone im Dezember 2014 und Stole the Show Anfang 2015, die beide zu großen Hits avancierten. Kygo positionierte sich nach kurzer Zeit weltweit zu einem der bedeutendsten Künstlern der letzten Jahre und erreichte als einziger Künstler in der Streaming-Geschichte, innerhalb von etwas mehr als einem Jahr eine Milliarde Streams auf Spotify zu erreichen. Mit nachfolgenden Kollaborationen mit Künstlern wie Selena Gomez, Ellie Goulding und Imagine Dragons erzielte Kygo mehrere globale Hits und festigte seinen Status als globaler Superstar.

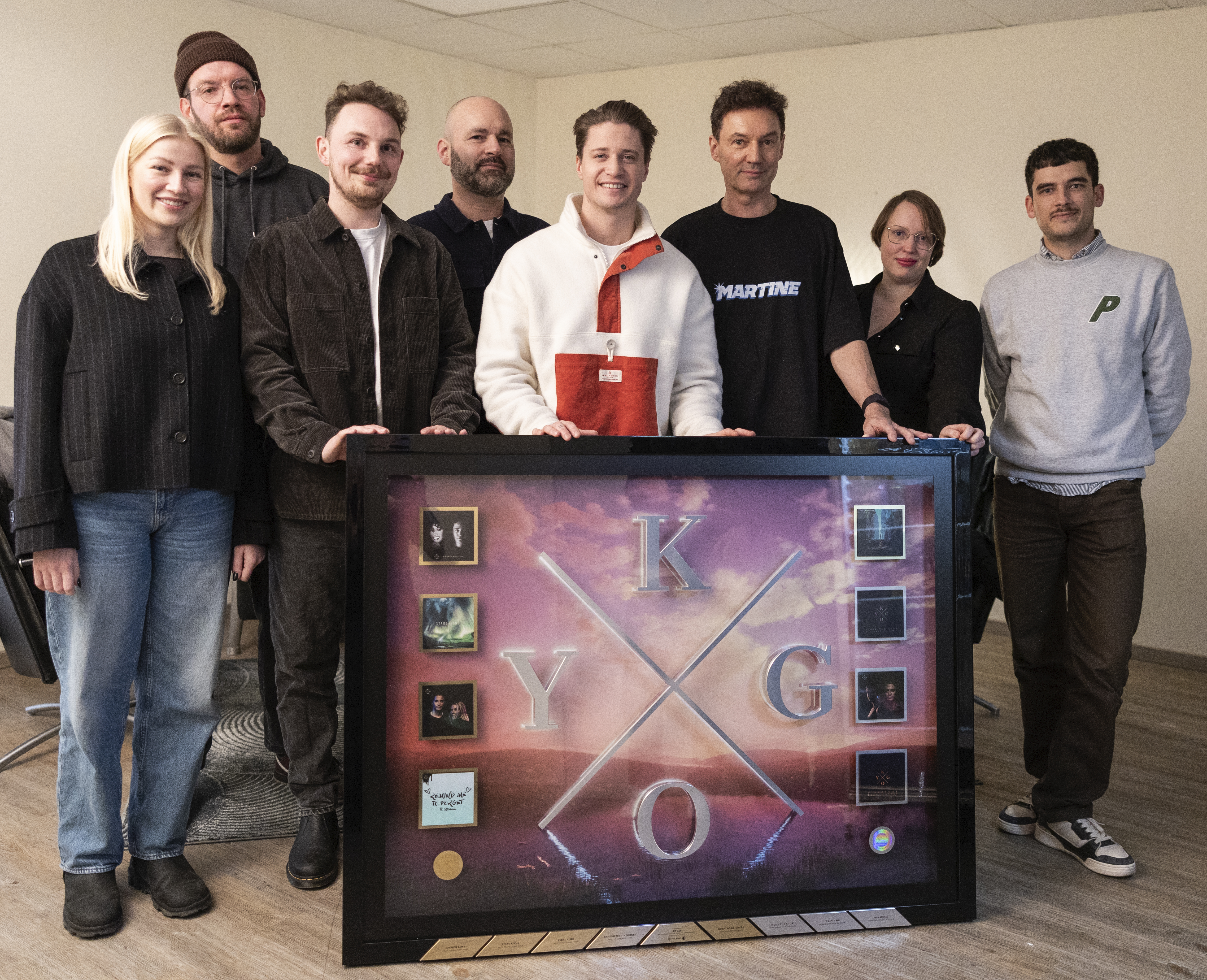
Wolfgang Boss bei einer Preisübergabe an Kygo.

Im November 2024 überreichte Wolfgang Boss Kygo die Multi-Platin/Gold-Auszeichnung für seine Erfolge in Deutschland, darunter drei Platin-Zertifizierungen für Firestone, Stole the Show und It Ain't Me und fünf Gold-Zertifizierungen für Stargazing, First Time, Remind Me to Forget, Born to Be Yours und Higher Love.

## Produktionen/Veröffentlichungen (Auswahl)
- Haiducii: Dragostea din tei, 2004 (Nr. 1 in AU + CH, Nr. 2 in DE, Platin Single)
- Crazy Frog: Axel F, 2005 (Nr. 1 in 30 Ländern, Multi-Platin)
- Goleo presents Bob Sinclar: Love Generation, 2006 (Nr. 1 in Deutschland, Platin Single)
- David Tavaré: Hot Summer Nights, 2007
- Pitbull: I Know You Want Me (Calle Ocho), 2009 (Top 10 in Deutschland)
- Milow: Ayo Technology, 2009 (No.2 in Deutschland, Platin Single)
- Stromae: Alors on danse, 2010 (Nr. 1 in Deutschland, Platin Single)
- Edward Maya: Stereofonie Love, 2010 (Nr. 3 in Deutschland, Platin Single)
- Israel Kamakawiwoʻole: Somewhere over the Rainbow / What a Wonderful World, 2010 (Nr. 1 in Deutschland und Frankreich, Platin Single)
- Avicii: Penguin / Fade Into Darkness, 2011
- Milk & Sugar feat. Vaya Con Dios: Hey Nah Neh Nah, 2011
- Gotye: Somebody That I Used to Know, 2011 (Nr. 1 in Deutschland, Platin Single)
- Triggerfinger: I Follow Rivers, 2012 (Nr. 1 Österreich, Platinum Deutschland)
- Major Lazer: Get Free, 2012
- Wankelmut & Emma Louise: My Head Is a Jungle (Platinum Single Italien, Top 5 UK)
- Klingande: Jubel, 2013 (6 Wochen Nr. 1 in Deutschland, Platinum)
- Paul Kalkbrenner: 7, 2015 (#1 Album in Deutschland, Schweiz & Österreich | Gold Album in Deutschland)
- Era Istrefi: Bonbon, 2016 (Gold Single in Deutschland)
- Martin Garrix & Dua Lipa: Scared to Be Lonely, 2017 (Platin Single in Deutschland)
- J Balvin & Willy William: Mi gente, 2017 (Platin Single in Deutschland)
- Dynoro & Gigi D’Agostino: In My Mind, 2018 (Nr. 1 Deutschland, Österreich, Schweiz, Russland, Schweden, Top 10 global Spotify Charts, 2× Platin in Deutschland, Single Of The Year 2018 in Deutschland, Diamand Single in Frankreich)
- Alle Farben & Ilira: Fading, 2018 (Platin in Schweiz & Polen, Gold in Österreich)
- Kygo & Miguel: Remind Me To Forget, 2018 (Certified Gold in Deutschland)
- Kygo & Imagine Dragons: Born To Be Yours, 2018 (Certified Gold in Deutschland)
- Sigala & Ella Eyre & Meghan Trainor featuring French Montana: Just Got Paid, 2018
- Sigala & Becky Hill: Wish You Well, 2019
- Maître Gims & Maluma: Hola Señorita, 2019
- YouNotUs & Janieck & Senex: Narcotic, 2019 (Gold in Deutschland und Niederlande)
- Alok ft. Tove Lo & İlkay Şencan: Don’t Say Goodbye, 2020
- Dynoro & 24kGoldn: Monsters, 2021
- Alok & John Legend: In My Mind, 2021
- Goya Menor & Nektunez: Ameno Amapiano Remix, 2022
- southstar – Miss You, 2022 (Certified Platin in Deutschland und Österreich)
- Alok, Ella Eyre, Kenny Dope ft. Never Dull – Deep Down, 2022 (Certified Gold in Frankreich, Italien, Kanada, Australien; Certified Silber in Großbritannien; Certified Diamand in Brasilien)
- Alok, Sigala, Ellie Goulding – All By Myself, 2022 (Top 10 European Airplay Charts)
- Alok & James Arthur – Work With My Love, 2023 (Top 20 European Airplay Charts)
- Empire of the Sun, southstar – We Are The People (southstar Remix), 2023
- Creeds – Push Up, 2023 (Certified Gold in Deutschland, Frankreich, Italien, Niederlande, Spanien, Griechenland, Australien ; Platin in Österreich, Schweiz, Irland, Belgien, Ungarn 4x, Polen ; Diamand in Türkei)
- Alok & Ava Max – Car Keys (Ayla), 2023 (Top 40 European Airplay Charts)
- cassö, Raye & D-Block Europe – Prada, 2023 (Nr. 1 und Gold in Deutschland)
- Alok, Mondello, CERES, Tribbs – Let’s get fkd up, 2023 (Top 10 Spotify Deutschland)
- Dimitri Vegas & Like Mike, Tiësto, Dido, W&W – Thank you (Not so Bad), 2023
- Kygo & Ava Max – Whatever, 2024 (Top 10 Airplay Deutschland)